# Dyskografia The 69 Eyes
Dyskografia fińskiego zespołu rockowego The 69 Eyes obejmuje 11 albumów studyjnych, 1 album koncertowy, 3 albumy kompilacyjne, 4 EPki oraz 21 singli.

## Albumy
| 1992                           | Bump 'n' Grind - Data: 1992 - Wydawca: Gaga Goodies/Poko Rekords                | —  | —  | —  | —  |                |
| 1995                           | Savage Garden - Data: 1995 - Wydawca: Gaga Goodies/Poko Rekords                 | —  | —  | —  | —  |                |
| 1997                           | Wrap Your Troubles in Dreams - Data: 1997 - Wydawca: Gaga Goodies/Poko Rekords  | —  | —  | —  | —  |                |
| 1999                           | Wasting the Dawn - Data: 1999 - Wydawca: Gaga Goodies/Poko Rekords              | 24 | —  | —  | —  |                |
| 2000                           | Blessed Be - Data: 2000 - Wydawca: Gaga Goodies/Poko Rekords                    | 4  | —  | —  | —  | - FIN: złoto   |
| 2002                           | Paris Kills - Data: 21 stycznia 2002 - Wydawca: Gaga Goodies/Poko Rekords       | 1  | 35 | —  | —  | - FIN: platyna |
| 2004                           | Devils - Data: 26 stycznia 2005 - Wydawca: EMI Music Finland/Virgin             | 1  | 91 | —  | —  | - FIN: platyna |
| 2007                           | Angels - Data: 6 marca 2007 - Wydawca: EMI Music Finland/Virgin                 | 1  | 46 | 66 | —  | - FIN: złoto   |
| 2009                           | Back in Blood - Data: 15 września 2009 - Wydawca: Nuclear Blast/The End Records | 3  | 32 | —  | 87 |                |
| 2012                           | X - Data: 28 września 2012 - Wydawca: Nuclear Blast/RCA                         | 4  | 47 | —  | 89 |                |
| 2016                           | Universal Monsters - Data: 22 kwietnia 2016 - Wydawca: Nuclear Blast            | 2  | 46 | —  | 58 |                |
| "—" pozycja nie była notowana. |                                                                                 |    |    |    |    |                |

## Kompilacje
| 1994                           | Motor City Resurrection - Data: 1994 - Wydawca: 1 + 2 Records                                                   | —  |              |
| 2003                           | Framed in Blood – The Very Blessed of the 69 Eyes - Data: 25 września 2003 - Wydawca: Gaga Goodies/Poko Rekords | 6  | - FIN: złoto |
| 2008                           | Goth 'n' Roll - Data: 17 listopada 2008 - Wydawca: Nuclear Blast                                                | 18 |              |
| "—" pozycja nie była notowana. | |    |              |

## Albumy wideo
| Rok  | Tytuł                                                               | Pozycja na liście | Certyfikat   |
| Rok  | Tytuł                                                               | FIN               | Certyfikat   |
| ---- | ------------------------------------------------------------------- | ----------------- | ------------ |
| 2003 | Helsinki Vampires - Data: 2003 - Wydawca: Gaga Goodies/Poko Rekords | 3                 | - FIN: złoto |

## Albumy koncertowe
| Rok  | Tytuł                                                                                      | Pozycja na liście |
| Rok  | Tytuł                                                                                      | FIN               |
| ---- | ------------------------------------------------------------------------------------------ | ----------------- |
| 2008 | The 69 Eyes: Hollywood Kills - Data: 18 stycznia 2008 - Wydawca: Caroline Distribution/EMI | 19                |

## Single
| 1993                           | "Music For Tattooed Ladies & Motorcycle Mamas Vol 1" | —  | —  |              | —                            |
| 1995                           | "Velvet Touch"                                       | —  | —  |              | Savage Garden                |
| 1997                           | "Call Me"                                            | —  | —  |              | Wrap Your Troubles In Dreams |
| 1999                           | "Wasting the Dawn"                                   | 5  | —  |              | Wasting the Dawn             |
| 2000                           | "Gothic Girl"                                        | 10 | —  | - FIN: złoto | Blessed Be                   |
| 2001                           | "Brandon Lee"                                        | 2  | —  |              | Blessed Be                   |
| 2001                           | "The Chair"                                          | 2  | —  |              | Blessed Be                   |
| 2001                           | "Stolen Season"                                      | 6  | —  |              | Blessed Be                   |
| 2001                           | "Dance D'amour"                                      | 1  | —  | - FIN: złoto | Paris Kills                  |
| 2002                           | "Betty Blue"                                         | 5  | —  |              | Paris Kills                  |
| 2003                           | "Crashing High"                                      | 5  | —  |              | Paris Kills                  |
| 2004                           | "Lost Boys"                                          | 1  | 77 |              | Devils                       |
| 2004                           | "Devils"                                             | 2  | —  |              | Devils                       |
| 2004                           | "Feel Berlin"                                        | 5  | —  |              | Devils                       |
| 2005                           | "Sister of Charity"                                  | 7  | —  |              | Devils                       |
| 2007                           | "Perfect Skin"                                       | 1  | —  |              | Angels                       |
| 2007                           | "Never Say Die"                                      | 11 | —  |              | Angels                       |
| 2007                           | "Rocker"                                             | —  | —  |              | Angels                       |
| 2007                           | Ghost"                                               | —  | —  |              | Angels                       |
| 2009                           | "Dead Girls Are Easy"                                | —  | —  |              | Back in Blood                |
| 2012                           | "Red"                                                | —  | —  |              | X                            |
| "—" pozycja nie była notowana. |                                                      |    |    |              |                              |